# 台風銀座
| ウィキペディアには「台風銀座」という見出しの百科事典記事はありません（タイトルに「台風銀座」を含むページの一覧/「台風銀座」で始まるページの一覧）。 代わりにウィクショナリーのページ「台風銀座」が役に立つかもしれません。 |